# Liste der Pfarren im Dekanat Bleiburg/Pliberk
Das Dekanat Bleiburg/Pliberk ist ein Dekanat der römisch-katholischen Diözese Gurk.
Es umfasst sechs Pfarren.

## Pfarren mit Kirchengebäuden
| Pfarre                                       | Patrozinium            | Kirchengebäude | Bild |
| Bleiburg/Pliberk                             | Hll. Peter und Paul    | Pfarrkirche Bleiburg Filialkirche Aich/Dob, Filialkirche Einersdorf/Nonča vas, Filialkirche Heiligengrab/Humec, Filialkirche Oberloibach/Zgornje Libuče, Filialkirche St. Margarethen am Kömmel/Šmarjeta, Filialkirche St. Georgen/Šentjur, Filialkirche Unterloibach/Spodnje Libuče |      |
| Edling/Kazaze                                | Hl. Vitus              | Pfarrkirche Edling Filialkirche Humtschach/Humče, Filialkirche Mittlern/Metlova |      |
| Neuhaus/Suha                                 | Hl. Jakobus der Ältere | Pfarrkirche Neuhaus Filialkirche Bach/Potoče, Filialkirche Neuhaus-Schlosskapelle |      |
| Rinkenberg/Vogrče                            | Hl. Florian            | Pfarrkirche Rinkenberg |      |
| Schwabegg/Žvabek                             | Hl. Stephan            | Pfarrkirche Schwabegg Filialkirche Heiligenstadt/Sveto mesto, Filialkirche Oberdorf/Gornja vas, Filialkirche St. Luzia in Aich/Lucija v Dobu |      |
| St. Michael ob Bleiburg/Šmihel nad Pliberkom | Hl. Michael            | Pfarrkirche St. Michael ob Bleiburg Filialkirche Hof/Dvor, Filialkirche Rinkolach/Rinkole, Filialkirche St. Katharina am Kogl/Sv. Katarina, Filialkirche Wackendorf/Večna vas |      |

Siehe auch → Liste der Dekanate der Diözese Gurk